# Dancing Brasil (4.ª temporada)
A quarta temporada do Dancing Brasil estreou no dia 26 de setembro de 2018 após A Fazenda 10: Mais Conectada com apresentação de Xuxa, sob a direção artística de Marcelo Amiky e direção-geral de Rodrigo Carelli. O programa conta com a participação de 14 celebridades e 14 profissionais de dança, no qual formam duplas e disputam o prêmio final. Junno Andrade assumiu a apresentação dos bastidores.
A atriz Pérola Faria e seu coreógrafo, Fernando Perrotti, foram coroados como os vencedores da quarta temporada com 50,22% dos votos do público; a cantora Lu Andrade e Marquinhos Costa terminaram como vice-campeões com 21,22%; o ator Allan Souza Lima e Carol Dias ficaram em terceiro com 15,76%; já o ex-jogador de futebol Amaral e Bruna Bays ficaram em quarto com 12,81%.

## Produção
Em 17 de janeiro de 2018, durante a exibição da terceira temporada do Dancing Brasil, a direção confirmou a produção de uma quarta edição para o segundo semestre daquele ano. Logo após foi anunciada que a edição iria ao ar em setembro. Em 26 de julho são abertas as audições para profissionais de dança que desejassem fazer parte do time de coreógrafos do programa, uma vez que há rotatividade entre os que não se saíram bem  na temporada anterior. Paulo Victor Souza, que estava confirmado como coreógrafo da temporada, pediu dispensa ao descobrir que seria pai, visando tempo para cuidar da filha.
Após finalizarem as gravações de Apocalipse, Sérgio Marone pediu para retornar ao programa, uma vez que Leandro Lima não permaneceria no cargo de repórter para se dedicar à teledramaturgia, porém a direção considerou que o ator precisava descansar a imagem após a novela e recusou sua volta. A decisão levou Sérgio a não renovar com a emissora. Junno Andrade, que havia feito testes na temporada anterior, ficou com o cargo.

## Participantes
Os 14 participantes foram anunciados em 20 de agosto de 2018 em duas partes. As 7 celebridades femininas foram reveladas pela jornalista Keila Jimenez durante o programa Hoje em Dia, enquanto os 7 nomes masculinos foram anunciados por Fabíola Reipert no quadro Hora da Venenosa, no Balanço Geral.
| Celebridade       | Conhecido por         | Profissional      | Situação                                      |
| ----------------- | --------------------- | ----------------- | --------------------------------------------- |
| Pérola Faria      | Atriz                 | Fernando Perrotti | Vencedores em 5 de dezembro de 2018           |
| Lu Andrade        | Cantora               | Marquinhos Costa  | 2º lugar em 5 de dezembro de 2018             |
| Allan Souza Lima  | Ator                  | Carol Dias        | 3º lugar em 5 de dezembro de 2018             |
| Amaral            | Ex-jogador de futebol | Bruna Bays        | 4º lugar em 5 de dezembro de 2018             |
| Bernardo Velasco  | Ator                  | Bia Marques       | 10ª dupla eliminada em 28 de novembro de 2018 |
| Juliana Rios      | Jornalista            | Tutu Morasi       | 9ª dupla eliminada em 28 de novembro de 2018  |
| Camila Rodrigues  | Atriz                 | Djeiko Henes      | 8ª dupla eliminada em 21 de novembro de 2018  |
| Camila Rodrigues  | Atriz                 | Lucas Nunes       | 8ª dupla eliminada em 21 de novembro de 2018  |
| Oscar Filho       | Humorista             | Dani de Lova      | 7ª dupla eliminada em 14 de novembro de 2018  |
| Valéria Valenssa  | Modelo                | Jefferson Andrade | 6ª dupla eliminada em 7 de novembro de 2018   |
| Beto Marden       | Apresentador          | Bella Fernandes   | 5ª dupla eliminada em 31 de outubro de 2018   |
| Nizo Neto         | Ator                  | Luana Zeglin      | 4ª dupla eliminada em 24 de outubro de 2018   |
| Marcello Faustini | Cantor                | Thaiane Chuvas    | 3ª dupla eliminada em 17 de outubro de 2018   |
| Franciele Grossi  | Modelo                | Lucas Nunes       | 2ª dupla eliminada em 10 de outubro de 2018   |
| Dadá Coelho       | Humorista             | Renato Zoia       | 1ª dupla eliminada em 3 de outubro de 2018    |

## Tabelas das notas
| Casal               | Posição | 1  | 2  | 1+2 | 3  | 4  | 5  | 6  | 7  | 8       | 9  | 10 | 10 | 11       |
| Casal               | Posição | 1  | 2  | 1+2 | 3  | 4  | 5  | 6  | 7  | 8       | 9  | 1  | 2  | 11       |
| ------------------- | ------- | -- | -- | --- | -- | -- | -- | -- | -- | ------- | -- | -- | -- | -------- |
| Pérola e Fernando   | 1       | 18 | 23 | 41  | 27 | 27 | 30 | 29 | 27 | 27+0=27 | 26 | 29 | 30 | 30+30=60 |
| Lu e Marquinhos     | 2       | 15 | 18 | 33  | 22 | 22 | 24 | 23 | 27 | 24+0=24 | 25 | 26 | 30 | 30+28=58 |
| Allan e Carol       | 3       | 19 | 18 | 37  | 21 | 23 | 23 | 30 | 27 | 29+3=32 | 27 | 28 | 27 | 30+30=60 |
| Amaral e Bruna      | 4       | 17 | 21 | 38  | 24 | 25 | 22 | 25 | 25 | 27+3=30 | 23 | 24 | 24 | 27+28=55 |
| Bernardo e Bia      | 5       | 17 | 16 | 33  | 21 | 22 | 25 | 24 | 24 | 27+3=30 | 27 | 24 | 24 |          |
| Juliana e Tutu      | 6       | 17 | 21 | 38  | 25 | 22 | 26 | 27 | 27 | 28+0=28 | 26 | 23 |    |          |
| Camila e Djeiko     | 7       | 16 | 18 | 34  | 19 | 24 | 23 | 21 | 21 | 22+0=22 | 24 |    |    |          |
| Oscar e Dani        | 8       | 17 | 22 | 39  | 23 | 27 | 22 | 24 | 27 | 23+3=26 |    |    |    |          |
| Valéria e Jefferson | 9       | 17 | 21 | 38  | 27 | 25 | 27 | 29 | 24 |         |    |    |    |          |
| Beto e Bella        | 10      | 21 | 21 | 42  | 23 | 23 | 24 | 24 |    |         |    |    |    |          |
| Nizo e Luana        | 11      | 12 | 18 | 30  | 18 | 21 | 21 |    |    |         |    |    |    |          |
| Marcello e Thaiane  | 12      | 15 | 16 | 31  | 18 | 21 |    |    |    |         |    |    |    |          |
| Franciele e Lucas   | 13      | 13 | 17 | 30  | 18 |    |    |    |    |         |    |    |    |          |
| Dadá e Renato       | 14      | 10 | 14 | 24  |    |    |    |    |    |         |    |    |    |          |

Números vermelhos indicam a menor nota de cada semana
Números verdes indicam a maior nota de cada semana
     O casal foi eliminado nessa semana
     O casal ficou na zona de risco
     O casal estava na zona de risco e foi salvo pelo desafio do improviso
     O casal desistiu da competição por lesão
     O casal vencedor
     Os segundos colocados
     Os terceiros colocados
     Os quartos colocados

### Média das notas
| Ranking por média | Posição por eliminação | Casal               | Total de pontos | Número de danças | Média |
| ----------------- | ---------------------- | ------------------- | --------------- | ---------------- | ----- |
| 1                 | 1                      | Pérola e Fernando   | 353             | 13               | 27.1  |
| 2                 | 3                      | Allan e Carol       | 332             | 13               | 25.5  |
| 3                 | 6                      | Juliana e Tutu      | 242             | 10               | 24.2  |
| 4                 | 9                      | Valéria e Jefferson | 170             | 7                | 24.2  |
| 5                 | 2                      | Lu e Marquinhos     | 314             | 13               | 24.1  |
| 6                 | 4                      | Amaral e Bruna      | 312             | 13               | 24.0  |
| 7                 | 8                      | Oscar e Dani        | 185             | 8                | 23.1  |
| 8                 | 5                      | Bernardo e Bia      | 251             | 11               | 22.8  |
| 9                 | 10                     | Beto e Bella        | 136             | 6                | 22.6  |
| 10                | 7                      | Camila e Djeiko     | 188             | 9                | 20.8  |
| 11                | 11                     | Nizo e Luana        | 90              | 5                | 18.0  |
| 12                | 12                     | Marcello e Thaiane  | 70              | 4                | 17.5  |
| 13                | 13                     | Franciele e Lucas   | 48              | 3                | 16.0  |
| 14                | 14                     | Dadá e Renato       | 24              | 2                | 12.0  |